# Грушвицька сільська рада
Грушвицька сільська́ ра́да — орган місцевого самоврядування в Рівненському районі Рівненської області. Адміністративний центр — село Грушвиця Друга.

## Загальні відомості
- Грушвицька сільська рада утворена в 1940 році.
- Територія ради: 48,041 км²
- Населення ради: 1 413 особи (станом на 2001 рік)

## Населені пункти
Сільській раді підпорядковані населені пункти:
- с. Грушвиця Друга
- с. Грушвиця Перша
- с. Дібрівка
- с. Мартинівка

## Вибори 2015 року
Рада складається з 14 депутатів та голови.
- Голова ради: Данилюк Олександр Васильович
- Секретар ради: Новосад Ольга Ростиславівна

Депутати:
- Кисіль Сергій Миколайович - вул. Першотравнева, Грушвиця Перша
- Лапікура Юрій Володимирович - вул. Гайова, вул. Першотравнева, Грушвиця Перша
- Новосад Ольга Ростиславівна - вул. Лип'янська, вул. Зелена, Грушвиця Перша
- Дячук Микола Павлович - вул. Центральна, Грушвиця Перша
- Куліш Тетяна Семенівна - вул. Кравчука, вул. Квітнева, Грушвиця Перша
- Свистунович Віта Миколаївна - вул. Дворецька, вул. Центральна, Грушвиця Перша
- Кучер Валентина Дмитрівна - вул. Гагаріна, Грушвиця Перша
- Ничепорук Анатолій Олександрович - вул. Вишнева, вул. Лесі Українки, Грушвиця Перша
- Ткачук Ярослав Олександрович - вул. Шкільна, Грушвиця Перша
- Дем’янчук Олександр Миколайович - вул. Нова, вул. Шкільна, пров. Дружби, Грушвиця Перша
- Волосюк Людмила Іллівна - вул. Вербова, вул. Тиха, вул. Березина, ур. Грабина, Грушвиця Друга
- Сергіюк Олександр Олександрович - вул. Середній Гай, вул. Шевченка, Грушвиця Друга
- Омельчук Вячеслав Дмитрович - вул. Козацька, вул. Кубіка, вул. Коротка, вул. Дачна, Дібрівка
- Лінник Любов Іванівна - вул. Лісова, Мартинівка

## Округи
| № округу | Опис меж                                                                             |
| -------- | ------------------------------------------------------------------------------------ |
| 1        | с. Грушвиця Перша, вул. Першотравнева від буд. Кузьмич Г. К. до. Буд. Селяха П. Я.   |
| 2        | с. Грушвиця Перша, вул. Першотравнева від буд. Селяха П. Я. до буд. Ярмолюк Н. М.    |
| 3        | с. Грушвиця Перша, вул. Зелена, Г. Дмитришиної                                       |
| 4        | с. Грушвиця Перша, вул. Хутірська, Радянська від буд. Шкраль Г. І. до Бурян В. В.    |
| 5        | с. Грушвиця Перша, вул. Гайова                                                       |
| 6        | с. Грушвиця Перша, вул. Квітнева, Ф. Кравчука, Радянська буд. Орисюк Н.с- Кудрявцева |
| 7        | с. Грушвиця Перша, Радянська від буд. Зайченка до буд. Ткачук Л. О., вул. 17 Вересня |
| 8        | с. Грушвиця Перша, вул. Гагаріна                                                     |
| 9        | с. Грушвиця Перша, вул. З. Космедимянської, Л. Українки                              |
| 10       | с. Грушвиця Перша, вул. Шкільна від буд. Смолярчук Н. включаючи буд. 13а             |
| 11       | с. Грушвиця Перша, вул. Шкільна до буд. 13, Нова, пр. Дружби                         |
| 12       | с. Грушвиця Друга, вул. Шевченка                                                     |
| 13       | с. Грушвиця Друга, вул. 40 років Перемоги                                            |
| 14       | с. Грушвиця Друга, вул. Тиха, Ватутіна, Колгоспна, Грабина                           |
| 15       | с. Дібрівка                                                                          |
| 16       | с. Мартинівка                                                                        |

## Склад ради
Рада складається з 16 депутатів та голови.
- Голова ради: Климук Оксана Віталіївна
- Секретар ради: Новосад Ольга Ростиславівна

### Керівний склад попередніх скликань
| Прізвище, ім'я, по батькові  | Основні відомості                                                                                                | Дата обрання | Дата звільнення |
| ---------------------------- | --- | ------------ | --------------- |
| Климук Оксана Віталіївна     | Сільський голова, 1963 року народження, позапартійна                                                             | 26.03.2006   | 31.10.2010      |
| Климук Оксана Віталіївна     | Сільський голова, 1960 року народження, освіта вища, Всеукраїнське об'єднання «Батьківщина»                      | 31.10.2010   |                 |
| Данилюк Олександр Васильович | Сільський голова, народився 15.07.1974, освіта вища, безпартійний, пенсіонер, місце проживання: с.Грушвиця Перша | 25.10.2015   |                 |

Примітка: таблиця складена за даними сайту Верховної Ради України

### Депутати
За результатами місцевих виборів 2010 року депутатами ради стали:

#### За суб'єктами висування
| Суб'єкт висування                 | Кількість обраних депутатів | %    |
| --------------------------------- | --------------------------- | ---- |
| Самовисування                     | 12                          | 75   |
| Комуністична партія України       | 2                           | 12,5 |
| Народна партія                    | 1                           | 6,3  |
| Політична партія «Сильна Україна» | 1                           | 6,3  |

#### За округами
| № округу                          | Прізвище, ім'я, по батькові     | Дата визнання обраним | Освіта  | Партійна приналежність                        | Відомості про обраного депутата                                     |
| --------------------------------- | ------------------------------- | --------------------- | ------- | --------------------------------------------- | ------------------------------------------------------------------- |
| Комуністична партія України       |                                 |                       |         |                                               |                                                                     |
| 2                                 | Савчук Іван Степанович          | 04.11.2010            | середня | член Комуністичної партії України             | пенсіонер                                                           |
| 4                                 | Дячук Микола Павлович           | 04.11.2010            | середня | член Комуністичної партії України             | пенсіонер                                                           |
| Народна Партія                    |                                 |                       |         |                                               |                                                                     |
| 1                                 | Климук Анатолій Макарович       | 04.11.2010            | вища    | член Народної партії                          | директор ПСП «Нове Життя» Рівненського р-ну, директор               |
| Політична партія «Сильна Україна» |                                 |                       |         |                                               |                                                                     |
| 10                                | Ткачук Ярослав Олександрович    | 04.11.2010            | вища    | член Політичної партії «Сильна Україна»       | Грушвицька школа, директор                                          |
| Самовисування                     |                                 |                       |         |                                               |                                                                     |
| 3                                 | Новосад Ольга Ростиславівна     | 04.11.2010            | вища    | позапартійна                                  | Грушвицька сільська рада, секретар                                  |
| 5                                 | Киц Людмила Степанівна          | 04.11.2010            | вища    | позапартійна                                  | Будинок культури, директор                                          |
| 6                                 | Куліш Тетяна Семенівна          | 04.11.2010            | вища    | позапартійна                                  | Грушвицька сільська рада, головний бухгалтер                        |
| 7                                 | Жукова Оксана Миколаївна        | 04.11.2010            | середня | позапартійна                                  | супермаркет «Сільпо»29 м. Рівне, продавець                          |
| 8                                 | Кучер Валентина Дмитрівна       | 04.11.2010            | вища    | позапартійна                                  | Грушвицька сільська рада, касир                                     |
| 9                                 | Жук Людмила Василівна           | 04.11.2010            | вища    | позапартійна                                  | Грушвицька сільська рада, землевпорядник                            |
| 11                                | Ніжник Альона Володимирівна     | 04.11.2010            | вища    | позапартійна                                  | Грушвицька загальноосвітня школа, вчитель                           |
| 12                                | Дзюба Любов Андріївна           | 04.11.2010            | вища    | позапартійна                                  | вихователь дитсадка, вихователь                                     |
| 13                                | Сергіюк Олександр Олександрович | 04.11.2010            | середня | позапартійний                                 | помічник машиніста електровоза в Здолбунів ДЕПО, помічник машиніста |
| 14                                | Волосюк Людмила Іллівна         | 04.11.2010            | вища    | член Всеукраїнського об'єднання «Батьківщина» | соціальний працівник                                                |
| 15                                | Омельчук В'ячеслав Дмитрович    | 04.11.2010            | вища    | позапартійний                                 | пенсіонер                                                           |
| 16                                | Лінник Любов Іванівна           | 04.11.2010            | середня | член Всеукраїнського об'єднання «Батьківщина» | тимчасово не працює                                                 |